# Farewell for Now
Farewell for Now è il terzo singolo dei Greta Van Fleet estratto dall'album Starcatcher, pubblicato il 9 giugno 2023.

## Tracce
1. Farewell for Now – 4:29